# Hans Rüdiger (Politiker)
Hans Arnold Georg Rüdiger (* 1. Dezember 1910 in Danzig; † 24. Dezember 1964 in Leipzig) war ein deutscher Politiker der DDR-Blockpartei NDPD. Er war Mitglied der Volkskammer der DDR, Mitglied des Sächsischen Landtages in Dresden, Gründer und Vorsitzender der NDPD und deren späterer Landesverbände in Sachsen und Sachsen-Anhalt.

## Leben

### Jugend und Ausbildung
Hans Arnold Georg Rüdiger wurde am 1. Dezember 1910 als Sohn des Webermeisters Emil Rüdiger und seiner Frau Emilie, geb. Schaller, in Danzig geboren. Nach Versetzung des Vaters ins schlesische Glatz besuchte er dort von 1917 bis 1920 die Volksschule und anschließend bis 1926 die Mittelschule, welche er mit dem Zeugnis der mittleren Reife verließ. Von 1926 bis 1929 absolvierte er beim Magistrat der Stadt Glatz eine Lehre als Verwaltungsangestellter. Von September 1930 bis August 1931 besuchte er die Arbeiterwirtschaftsschule in Peterswalde im Landkreis Heilsberg und trat der SPD bei.
Ab Herbst 1932 bis Mai 1933 nahm er an einem Verwaltungslehrgang der Sparkassenschule Breslau teil und legte dort erfolgreich die Prüfung ab.

### Vorkriegszeit
Aufgrund seiner politischen Tätigkeit in der SPD wurde er wegen staatsfeindlicher Einstellung im Mai 1933 aus dem öffentlichen Verwaltungsdienst entlassen und machte sich als Steuer- und Buchprüfer in Kanth bei Breslau selbständig. 1935 trat er der NSDAP-nahen Hilfsorganisation Deutsche Arbeitsfront (DAF) und der Nationalsozialistischen Volkswohlfahrt (NSV) in Kanth bei. Am 11. September 1937 heiratete er Ruth Rüdiger, geb. Bormann (* 29. Juli 1915 in Strehlen/Schlesien; † 12. Juli 2005 im sächsischen Waldheim). Am 18. Mai 1938 wurde seine Tochter Inge geboren.

### Zweiter Weltkrieg

Entlassungspapiere aus dem GULAG 77/45 im Jahr 1948

Rüdiger wurde am 18. Juli 1939 in Liegnitz, 60 km westlich von Breslau, zur Wehrmacht einberufen und dort bei der Nachrichten-Abteilung 4. (E.)/Nachrichten Q18 und beim 1. Nachrichtenregiment Q 252 als Wachtmeister eingesetzt. Diese Abteilung wurde der 18. Infanterie-Division unterstellt. Diese nahm vom 9. bis 19. September 1939 an der entscheidenden Schlacht des Überfalls auf Polen, an der Schlacht an der Bzura, nahe Kutno, teil. 1940 wurde seine Einheit nach Saarbrücken verlegt, um dort im Westfeldzug an der Maginot-Linie, am Rhein-Marne-Kanal und in den Vogesen mitzukämpfen. Ab 1941 nahm Rüdiger am Russlandfeldzug teil, so im Juni an der Kesselschlacht bei Białystok und Minsk, am 24. August an der Verfolgungsschlacht des Übergangs über die Desna und im Oktober bei der Doppelschlacht bei Wjasma und Brjansk, worauf in der Schlacht um Moskau der deutsche Vormarsch 110 km vor Moskau in der Kleinstadt Rusa und bei der Überwindung des Stalinwalls beim Jelna-Bogen im November 1941 gestoppt wurde. Rüdiger erlebte das gesamte deutsche Trauma mit, so 1942 die Schlacht bei Orscha, 1943 die russische Rückeroberung von Newel und Lowscha, 1944 der Brückenkopf bei Narew und bei der abschließenden Schlacht um Ostpommern in Danzig. Rüdiger gelang die Flucht auf die Insel Bornholm, wo er am 9. Mai 1945 in Gefangenschaft geriet. Er kam in das Lager Hammerstein und in den Leningrader Gulag 77/45. Dort arbeitete sich Rüdiger vom Hilfsarbeiter zum Brigadier hoch, erhielt eine Stellung als Lagerkommandant und war Antifa-Aktiv-Ältester.

### Nachkriegszeit
Als politischer Propagandist wurde er 1948 vorzugsweise entlassen und erhielt eine Stelle im Rechnungsprüfungsamt beim Rat des Kreises Löbau. Dort gründete er im Sommer 1948 die National-Demokratische Partei Deutschlands und wurde 1948 als deren politischer Geschäftsführer des Landesverbandes Sachsen berufen. Ab dem November 1950 war er stellvertretender Landesvorsitzender in Sachsen-Anhalt und ab Mai bis Juli 1952 deren Landesvorsitzender. Von 1950 bis 1951 war Rüdiger Mitglied des Sächsischen Landtages (2. Wahlperiode). Ab September 1952 bis Dezember 1954 war er Bezirksverbandsvorsitzender der NDPD Frankfurt/Oder. 1954 legte er an der Juristischen Fakultät, Fachrichtung Verwaltungsrecht der Deutschen Akademie für Staats – und Rechtswissenschaft „Walter Ulbricht“ in Potsdam-Babelsberg das Staatsexamen ab. In seiner Hausarbeit zum Staatsexamen beschäftigte er sich mit der Frage:
Wie erfolgt durch die Ständigen Kommissionen die Einbeziehung der Werktätigen in die Leitung des Staates?
Ab dem 1. Januar 1954 war er Bezirksverbandsvorsitzender der NDPD Sachsen mit ihrem Sitz in Leipzig. Von 1954 bis 1958 war Rüdiger Mitglied der Volkskammer der DDR. 1959 war Rüdiger trotz Zurückhaltung direkt in das politische Schicksal des ehemaligen Generals der Wehrmacht und inoffiziellen Mitarbeiters der Staatssicherheit Wilhelm Kunze verwickelt. Hans Rüdiger erlag am Weihnachtstag 1964 einem Herzleiden und erhielt ein DDR-Staatsbegräbnis. In einer Kondolenzrede steht: „Seine Persönlichkeit war beherrscht von dem unbeugsamen Willen, den Menschen zu helfen, der Gesellschaft zum Fortschritt und zum Wohle zu dienen.“ Sein Grab befindet sich im Ehrenhain auf dem Leipziger Südfriedhof.

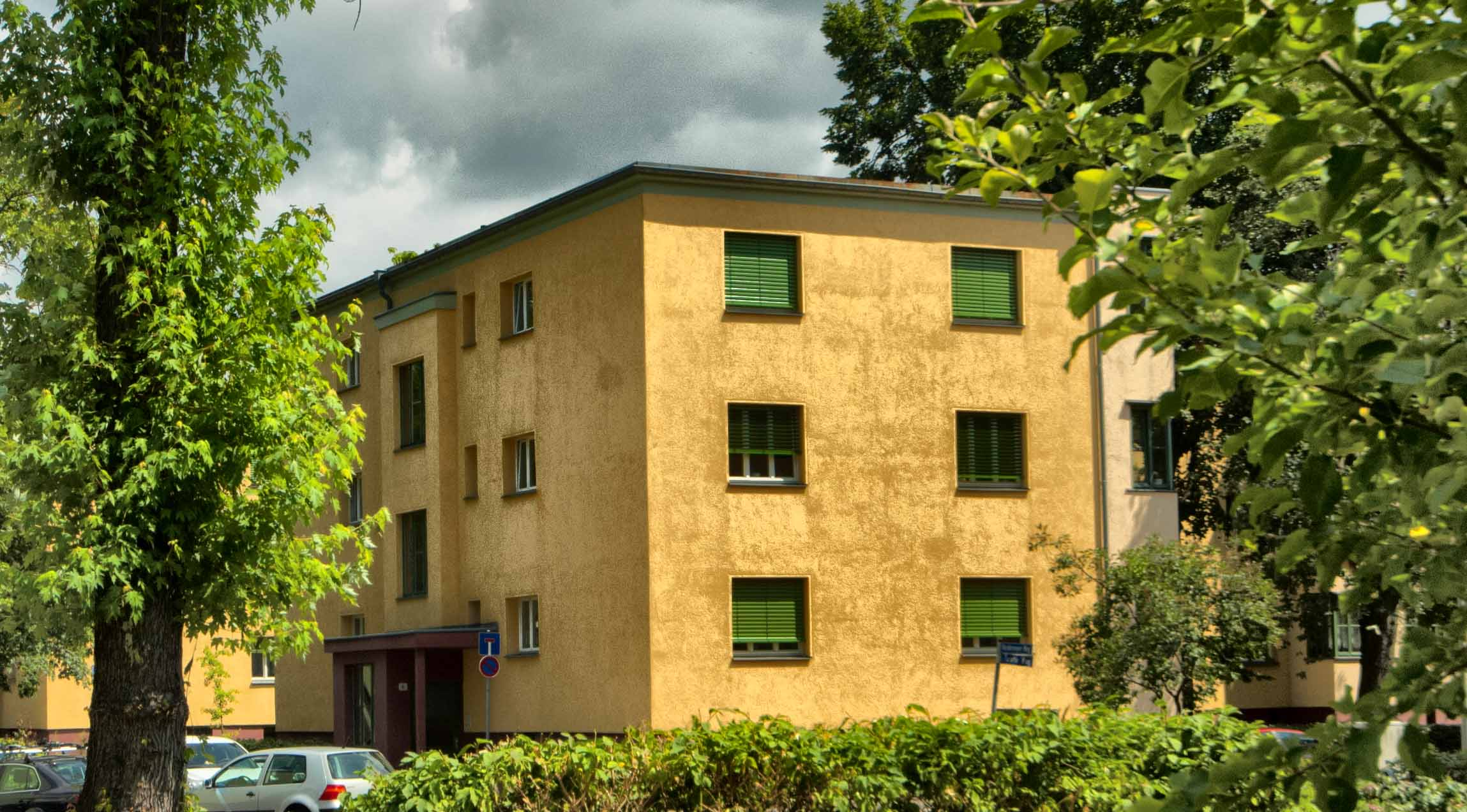
Sterbeort 1964 im Norderneyer Weg 4, Leipzig-Gohlis, 1. Etage

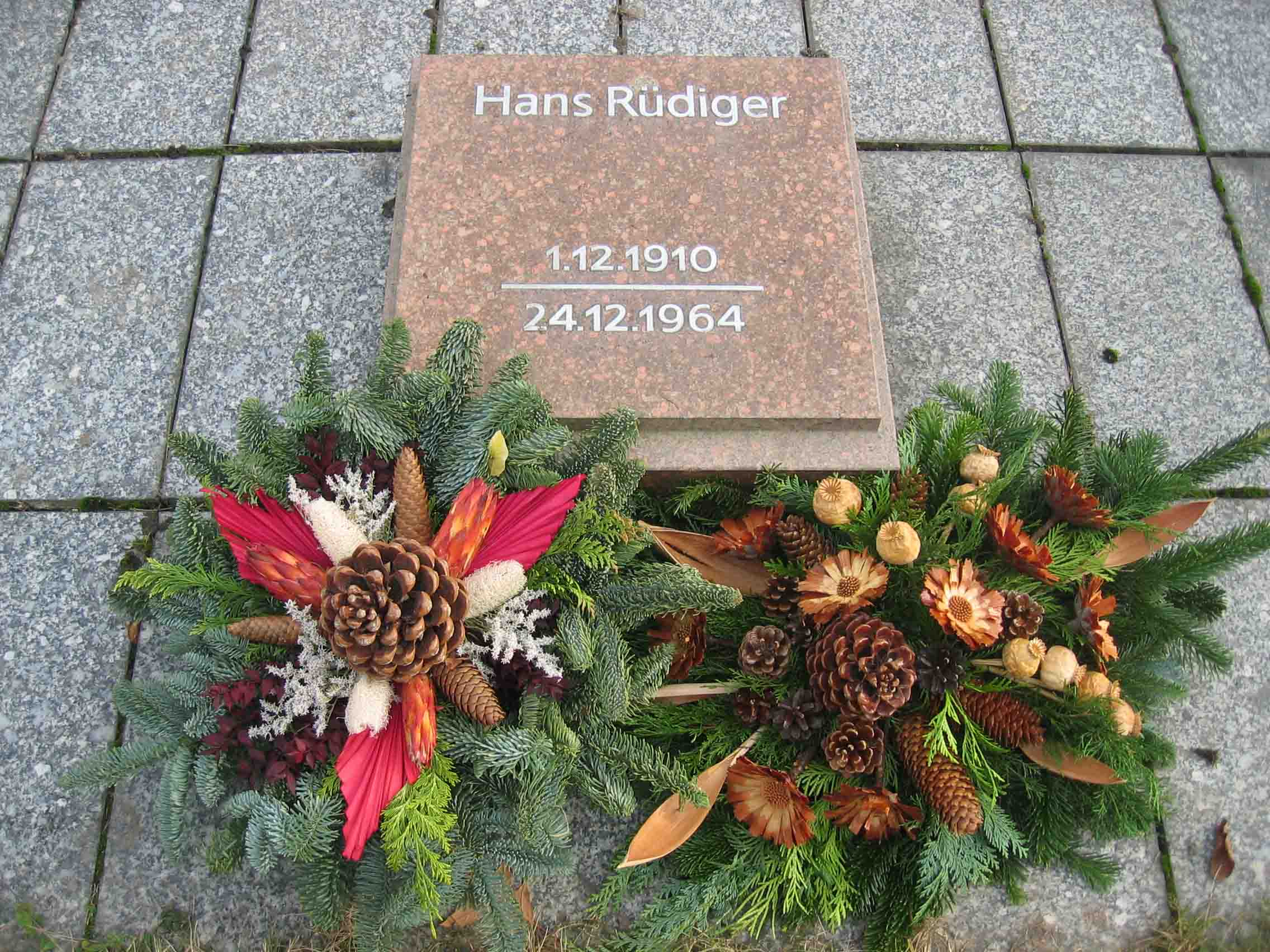
Grabstein Leipziger Südfriedhof

## Ehrungen/Auszeichnungen
- Kriegsverdienstkreuz I. und II. Klasse
- Verwundetenabzeichen
- Eisernes Kreuz II. Klasse
- Kraftfahrbewährungsabzeichen in Silber
- Ehrenzeichen der NDPD
- Ehrenzeichen der Deutsch-Sowjetischen Freundschaft II. Stufe 8. Dezember 1954
- Ehrennadel der Nationalen Front 22. August 1955
- Ehrennadel der Gesellschaft für Deutsch-Sowjetische-Freundschaft in Silber 8. Mai 1962
- Vaterländischer Verdienstorden in Bronze 1957
- Verdienstmedaille der DDR 7. Oktober 1960
- Ernst-Moritz-Arndt-Medaille 16. Juli 1960
- Ehrennadel der Gesellschaft für Deutsch-Sowjetische Freundschaft in Silber